# Pollicipes elegans
Pollicipes elegans is een rankpootkreeftensoort uit de familie van de Pollicipedidae. De wetenschappelijke naam van de soort is voor het eerst geldig gepubliceerd in 1831 door Lesson.